# إيفان غوميز (لاعب كرة قدم)
إيفان غوميز (بالإسبانية: Iván Gómez)‏ (28 فبراير 1997 في الأرجنتين - ) هو لاعب كرة قدم أرجنتيني في مركز الدفاع.

## وصلات خارجية
- إيفان غوميز على موقع قاعدة بيانات كرة القدم.إي يو (الإنجليزية)
- إيفان غوميز على موقع Soccerway.com (الإنجليزية)